# Бистра (Чрна-на-Корошкем)
Бистра (словен. Bistra) — поселення в общині Чрна-на-Корошкем, Регіон Корошка, Словенія. Висота над рівнем моря: 871,3 м.